# Constanza Meza-Lopehandía
Constanza Meza-Lopehandía Glaesser (Santiago de Chile, 1978) es una diseñadora teatral chilena. 
Cursó sus estudios superiores en la Facultad de Artes de la Universidad de Chile y en el Tisch School of the Arts de la Universidad de Nueva York.  Desarrolla su trabajo como diseñadora de vestuario escénico en Austria y Chile.
Ha sido directora de arte en diversas películas chilenas como "Sábado" (2002) y "En la Cama" (2005) de Matías Bize, "Malta con Huevo" (2007) de Cristóbal Valderrama y Mirageman de Ernesto Díaz (2006). Además ha diseñado el vestuario de filmes como "Mala Leche" de León Errázuriz (2003), "Promedio Rojo" de Nicolás López (2004) y "Kiltro" de Ernesto Díaz. Por este último trabajo obtuvo el premio Pedro Sienna en 2007 por el diseño del vestuario. Al año siguiente, fue nuevamente nominada, en esa oportunidad, por la dirección de arte de la película "Malta con Huevo", premio que finalmente se adjudicó Hugo Tripodi por de "Casa de Remolienda".